# 新札幌副都心

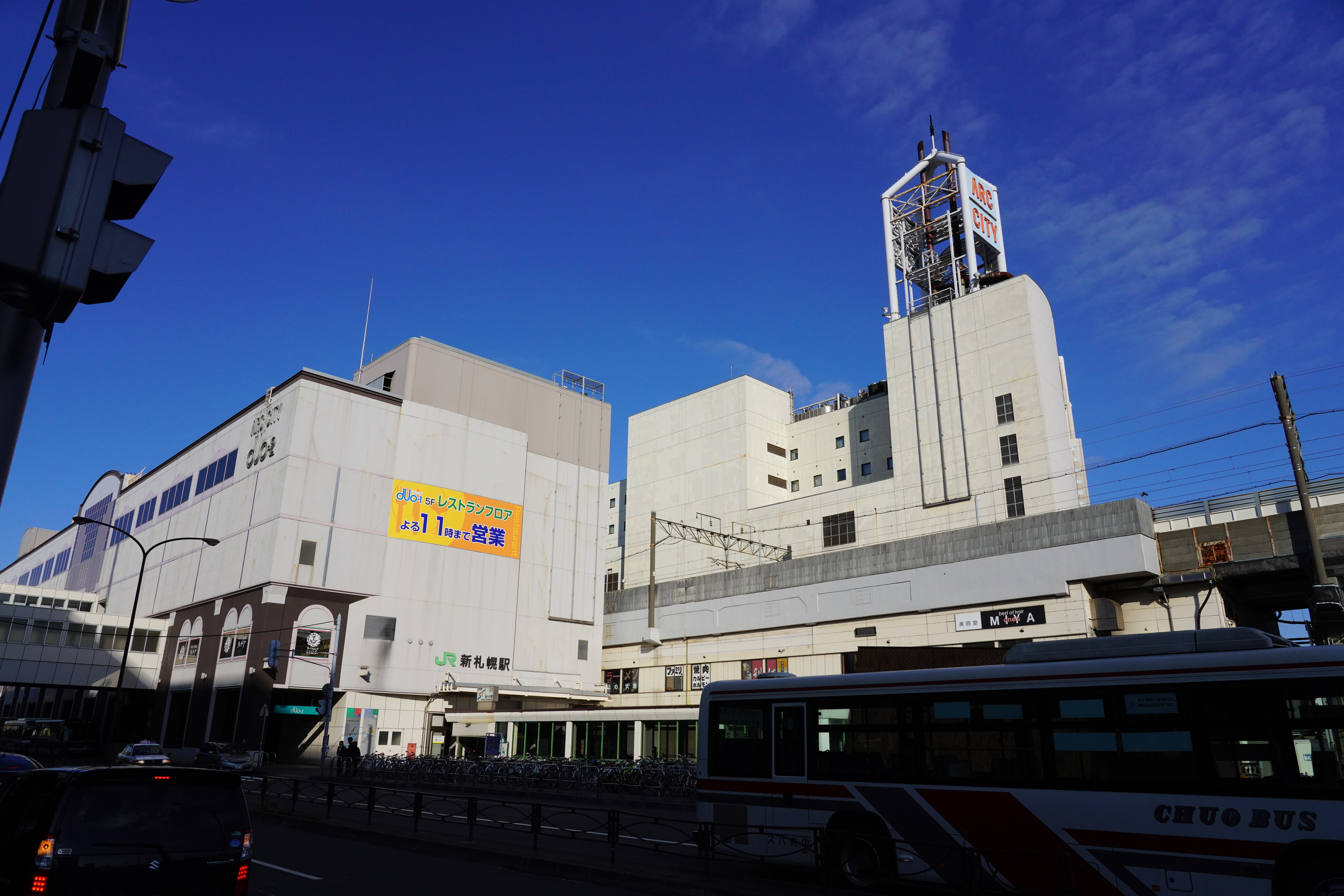
新札幌駅と新札幌ターミナルビル

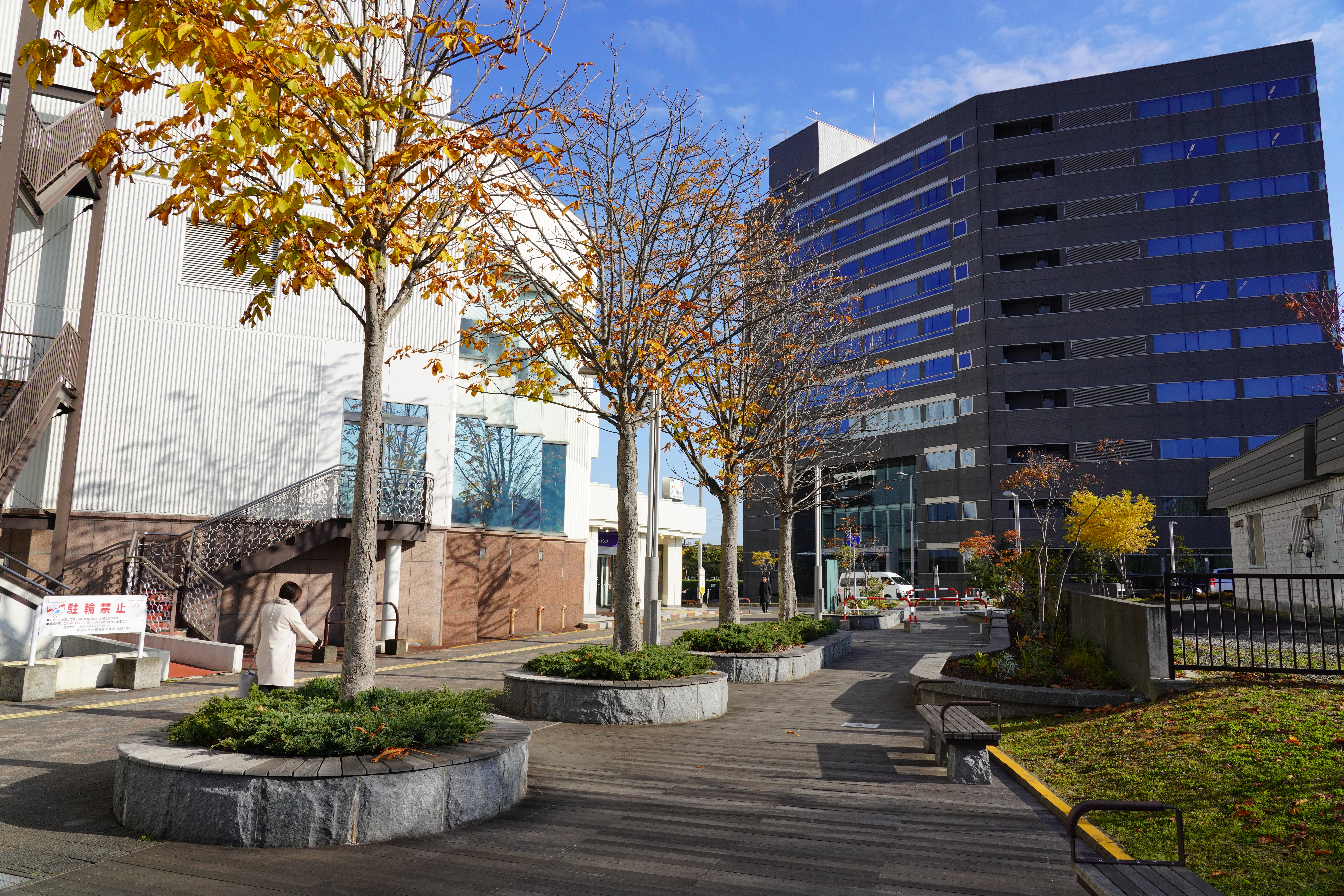
新札幌の街並み

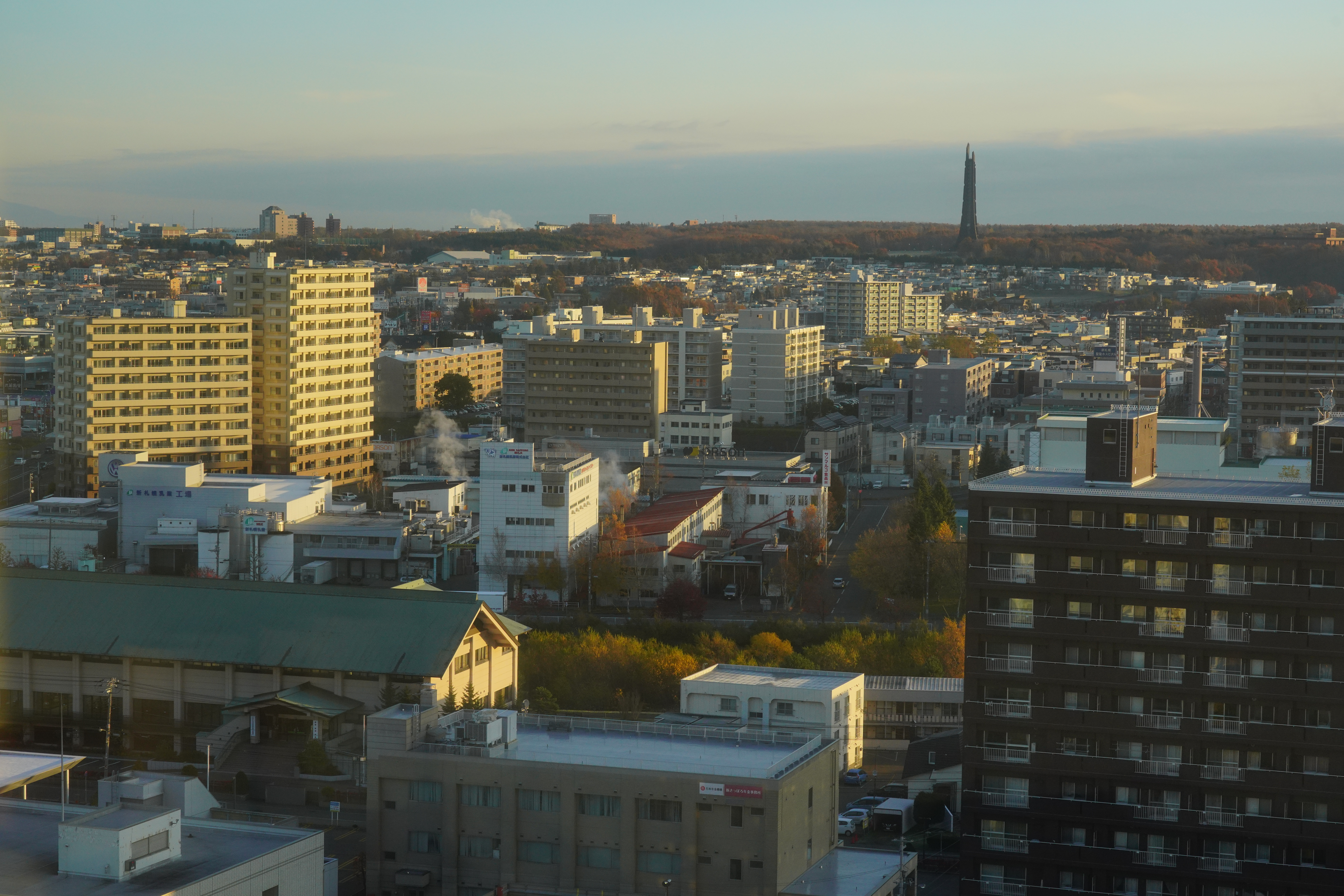
ホテルエミシア札幌からの景色

新札幌副都心（しんさっぽろふくとしん）は、札幌市厚別区にある副都心。

## 概要
新札幌副都心は、1975年（昭和50年）から札幌市の「副都心計画」に基づいて開発した街である。札幌の副都心から「新札幌」と呼ばれているが、この名称は1973年（昭和48年）開業の日本国有鉄道（現在の北海道旅客鉄道）新札幌駅の駅名で初めて使用したことに由来している。駅周辺には公共施設、商業施設、宿泊施設、業務施設、医療機関などが集積している。交通機関については新札幌駅のほかに札幌市営地下鉄新さっぽろ駅や新札幌バスターミナル、タクシー乗り場を併設しており、国道12号や南郷通、国道274号（札幌新道）や道央自動車道大谷地IC・札幌南ICなどの幹線道路によって札幌市中心部、近隣の江別市や北広島市、北海道内各地へアクセスすることができる交通結節点になっている。

## 歴史

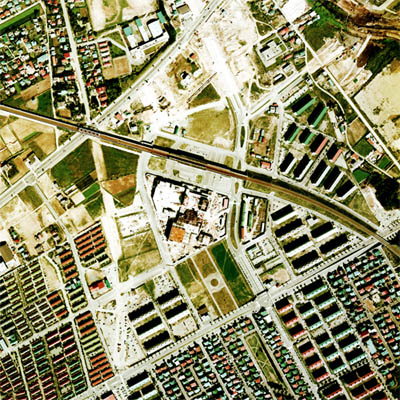
1976年（昭和51年）の開発当初の新札幌副都心。

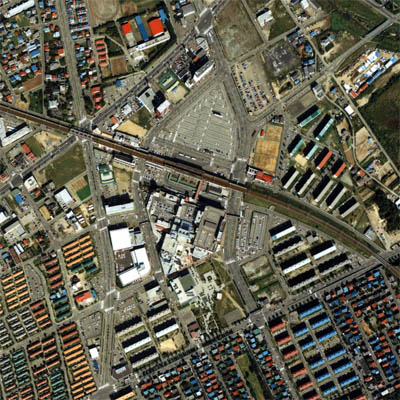
1985年（昭和60年）の新札幌副都心。

### 沿革
新札幌副都心周辺の土地は、1944年（昭和19年）に白石に開設した旧北海道陸軍兵器補給廠の附属弾薬庫（厚別弾薬庫）であり、当時は林のくぼ地であった場所に4,000トンもの弾薬を保管していた。戦後はアメリカ軍に接収された後、陸上自衛隊が引き継いだが、1966年（昭和41年）に札幌市が土地を取得した。札幌市は高度経済成長に伴う大都市への人口集中による急激な人口増加が続いており、都心部では商業業務機能が過度に集中することによる大気汚染や渋滞などの都市型公害が発生していたほか、市街地周辺部では住宅地の急激な拡大に対応する整備が追いつかないなどの課題が生じていた。当初は「ひばりが丘団地」に続く団地を造成する予定であったが、日本国有鉄道（国鉄）千歳線のルート変更によって現在のルートに鉄道が通ることが決まったため、駅前商業地の開発を行うことになった。1971年（昭和46年）策定の「札幌市長期総合計画」において「『多核分散型の都市形態』を計画的に誘導して行う」基本方針を打ち出し、新札幌駅周辺を「副都心」として位置づけた。1972年（昭和47年）策定の「厚別副都心開発基本計画」では、1.質の高い都市サービスの提供、2.公共的空間の創出、3.都市ビジネス機能の分担、4.交通ネットワークの整備、5.公害・災害のない街づくり、の5つを開発の基本方針とした。中心となる商業業務施設の建設は第三セクターによって開発を進めることが望ましいとされ、1974年（昭和49年）に「札幌副都心開発公社」を設立した。
1977年（昭和52年）に「サンピアザショッピングセンター」がオープンし、1980年代には体育館、科学館、百貨店、水族館などがオープンした。1990年（平成2年）に「札幌社会保険総合病院」（現在の地域医療機能推進機構札幌北辰病院）が移転新築し、新札幌駅の駅舎北側に駅ビル（デュオ1）がオープンし、バスターミナル、タクシー乗り場、ホテルを併設した。1992年（平成4年）には駅舎南側のビル（デュオ2）がオープンして全面開業となった。その後も1997年度（平成9年度）に「厚別副都心地区土地利用転換計画」、1998年度（平成10年度）には「厚別副都心基盤整備計画」を策定し、駅周辺にある公園や歩行者専用道路、厚別青葉通の再整備などを行ったほか、JR・地下鉄・バスターミナルの乗り継ぎ動線を確保するためのバリアフリー事業などを展開しながら、副都心のまちづくりを推進してきた。
2015年（平成27年）策定の「新さっぽろ駅周辺まちづくり計画」に基づき、市営住宅の建て替えや集約化によって発生する余剰地を再開発し、大学や医療機関、商業施設やホテルを含む新たなまちづくりが進められ、対象エリアはマールク新さっぽろと名付けられた。

### 年表
- 1973年（昭和48年）：日本国有鉄道（現在の北海道旅客鉄道）新札幌駅開業[9]。
- 1974年（昭和49年）：札幌副都心開発公社設立。
- 1977年（昭和52年）：サンピアザショッピングセンターとダイエー厚別店（現在のイオン新さっぽろ店）オープン[9][10]。
- 1981年（昭和56年）：札幌市白石区体育館（現在の札幌市厚別区体育館）オープン[9]。札幌市青少年科学館開館[9]。
- 1982年（昭和57年）：札幌市営地下鉄東西線新さっぽろ駅開業[9]、地下専門店街「メトロモール」オープン[11]。サンピアザ水族館オープン[9]。百貨店となるプランタン新さっぽろ（現在のカテプリ）オープン[12]。
- 1987年（昭和62年）：札幌市第2白石区民センター（現在の札幌市厚別区民センター）・札幌市厚別図書館開館[9]。
- 1989年（平成元年）：白石区から分区し、厚別区誕生[9]。
- 1990年（平成02年）：札幌社会保険総合病院（現在の地域医療機能推進機構札幌北辰病院）移転新築[9]。新さっぽろ駅ターミナルビル北棟（デュオ-1）・新札幌バスターミナルオープン[9][13][14]。新さっぽろアークシティホテルオープン。
- 1992年（平成04年）：新さっぽろ駅ターミナルビル南棟（デュオ-2）オープン[9][15]。
- 1995年（平成07年）：パークアンドライド駐車場（東駐車場）オープン[16]（2021年閉鎖）[17]。
- 1996年（平成08年）：札幌市厚別中央市民交流広場（ふれあい広場あつべつ）オープン[18]。新さっぽろパレスホテル（現在のホテルエミシア札幌）オープン[9]。
- 1997年（平成09年）：ドーコン本社ビル竣工（2020年解体）[19]。
- 2003年（平成15年）：サンピアザ、デュオの商店会が合併し、新さっぽろ副都心商店会設立[20]。
- 2015年（平成27年） : 札幌市が市営住宅下野幌団地を老朽化を理由に解体[21]。
- 2016年（平成28年）：新さっぽろアークシティの商業施設が大規模リニューアルし、第1期オープン（翌年に第2期オープン）[22][23]。
- 2019年（平成31年/令和元年) : 下野幌団地跡地で 大規模複合開発プロジェクト（新さっぽろ駅周辺地区G・I街区開発プロジェクト）としてG街区･I街区の開発に着手[24]。
- 2021年（令和03年）：G街区に札幌学院大学新札幌キャンパス開設[25]。 滋慶学園札幌看護医療専門学校開校。I街区にD-Parking新さっぽろ駅前オープン[8]。新ドーコン本社ビル建設着工。[26]
- 2022年（令和04年）：G街区に新さっぽろ脳神経外科病院開業、厚別区上野幌から移転[27]。 新札幌整形外科病院、交雄会新さっぽろ病院、D-スクエア新さっぽろが順次開業、G・I街区の名称をマールク新さっぽろに決定[8]。
- 2023年（令和05年） : I街区に地上30階建て超高層タワー分譲マンション プレミストタワー新さっぽろが開業[28]。ホテル ラ･ジェント･ステイ新さっぽろ開業[29]。I街区に複合商業施設BiVi新さっぽろが開業。これが先述した複合開発プロジェクトの最後の施設となった[30]。

## 施設

### 公共施設
- 札幌市厚別区役所
- 札幌市厚別区民センター・札幌市厚別図書館
- 厚別消防署
- 札幌市青少年科学館
- 札幌市厚別区体育館
- 札幌市厚別温水プール
- 新さっぽろ年金事務所

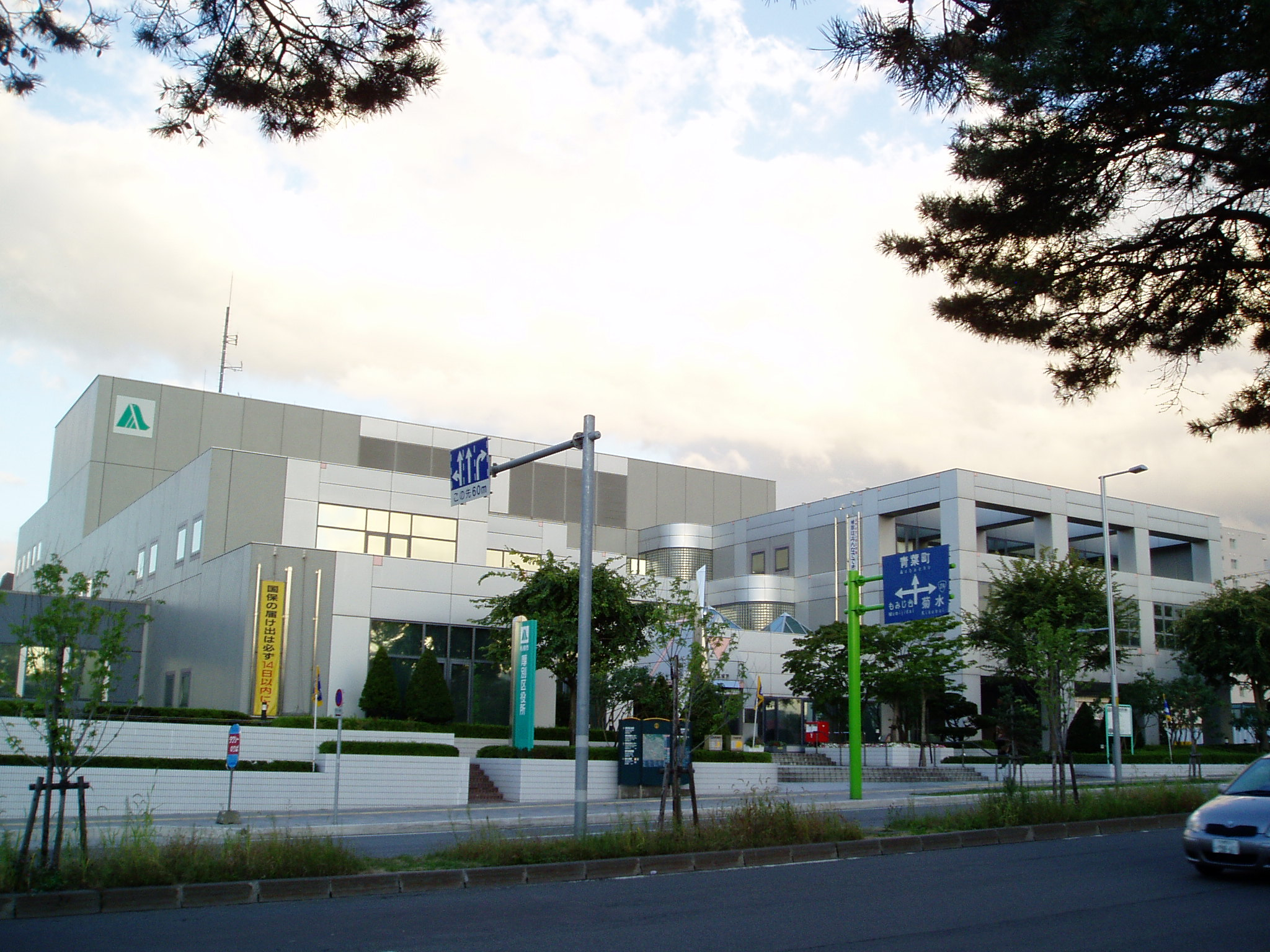
厚別区役所（2005年9月）
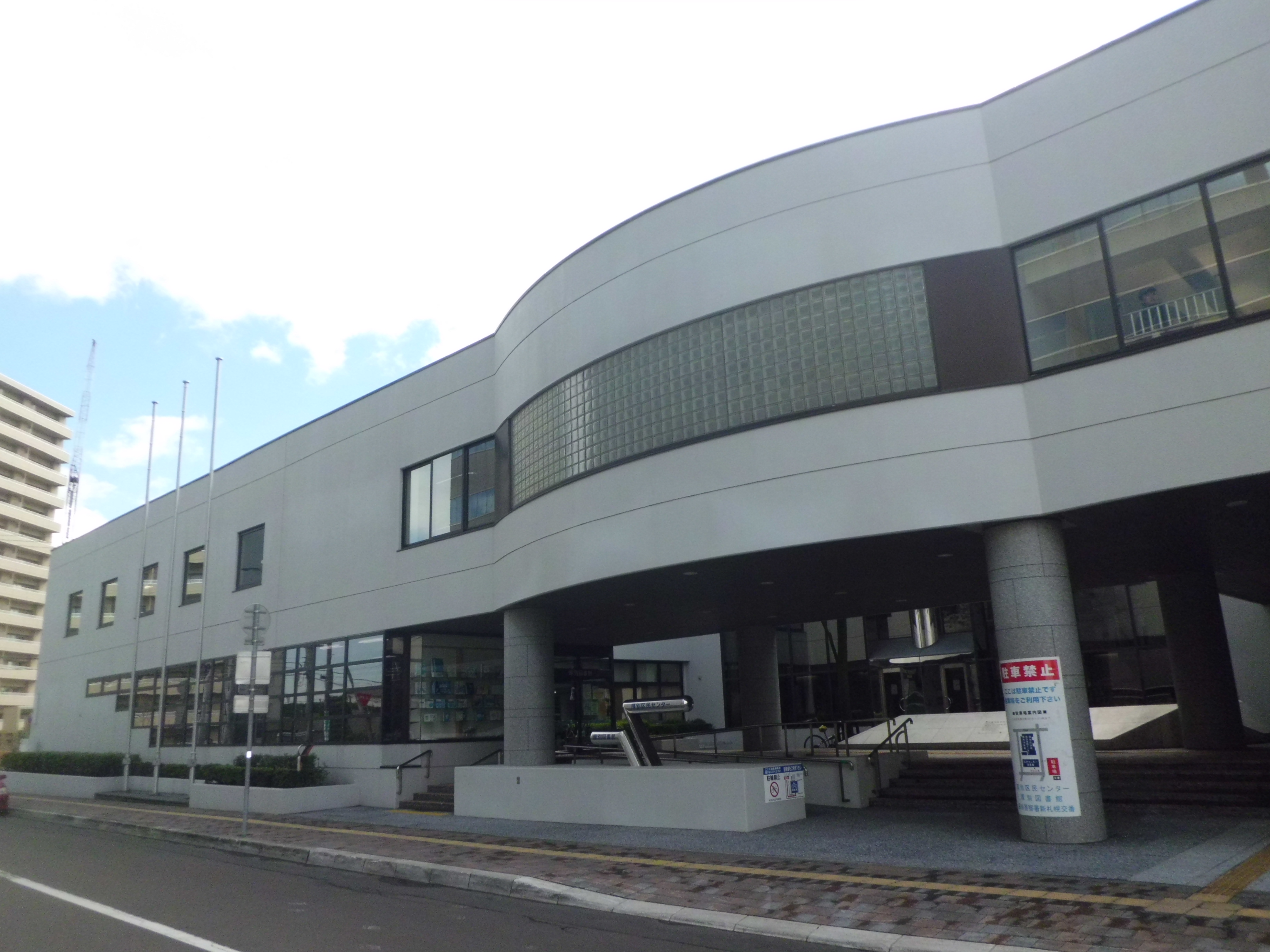
厚別図書館（2014年9月）
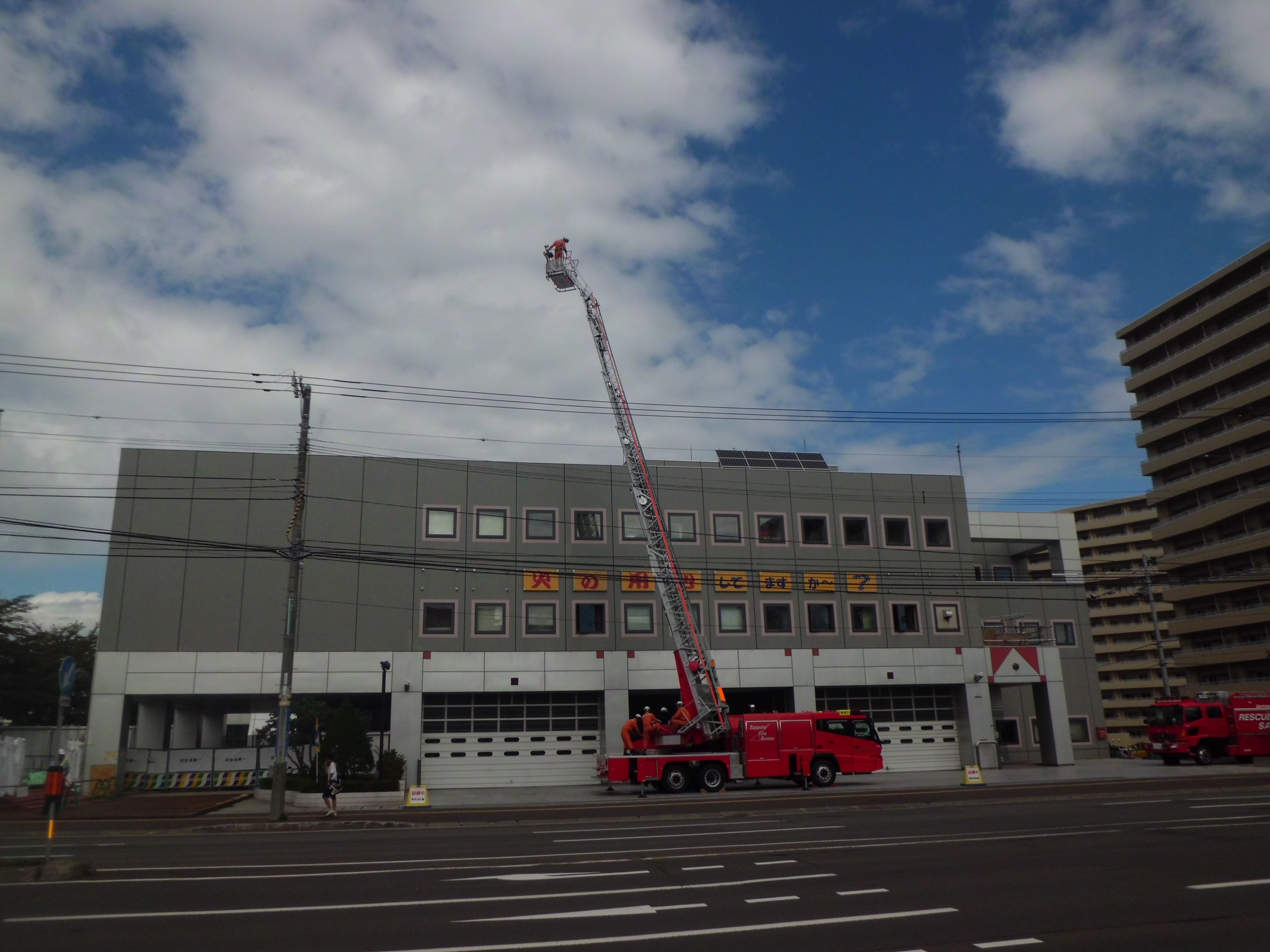
厚別消防署（2014年9月）
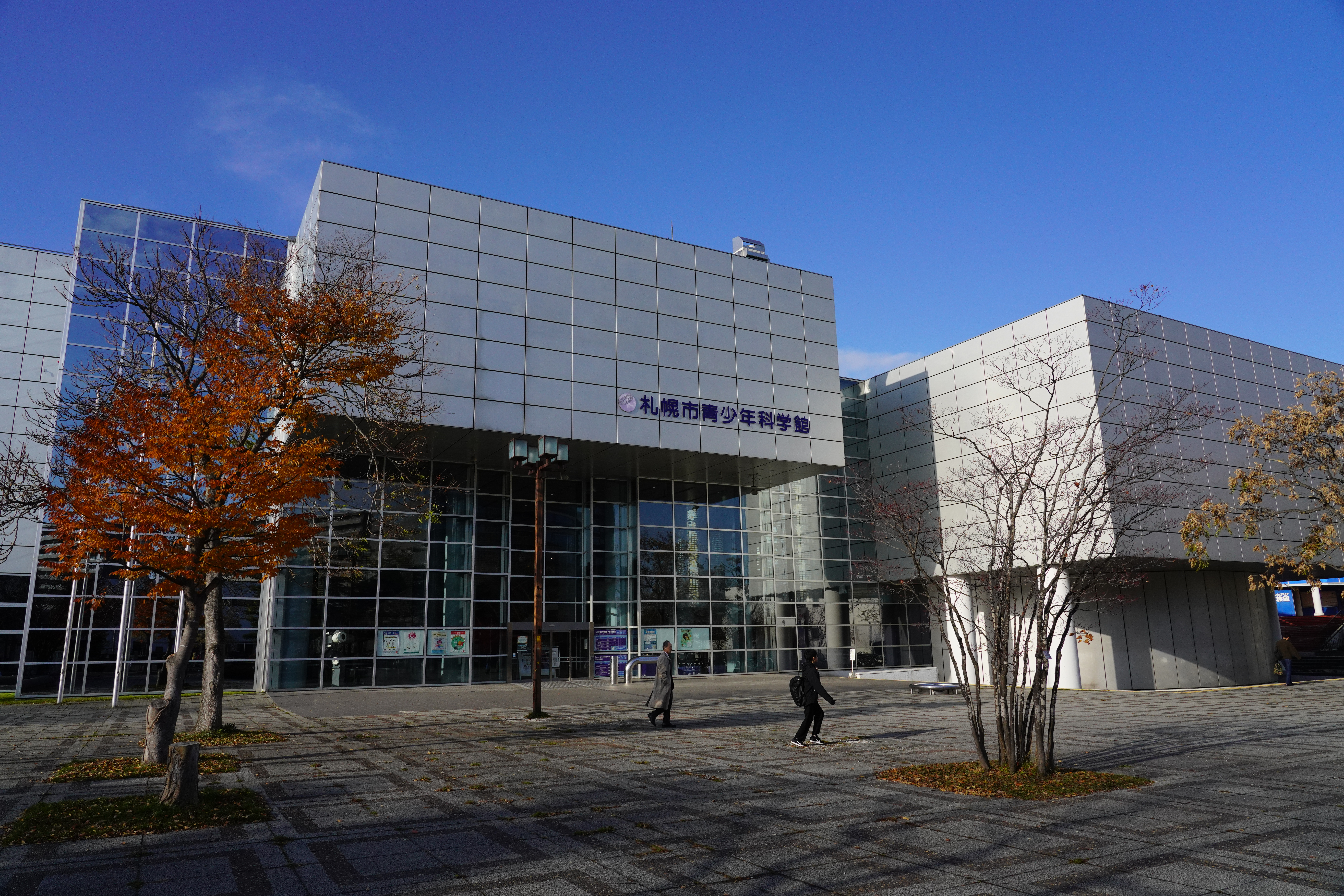
札幌市青少年科学館（2018年）

業務施設・病院
- ホクノー新札幌ビル
- 厚別郵便局
- 地域医療機能推進機構札幌北辰病院（JCHO札幌北辰病院）
- 新札幌整形外科病院
- 新さっぽろ脳神経外科病院
- 交雄会新さっぽろ病院（旧 記念塔病院）[31]

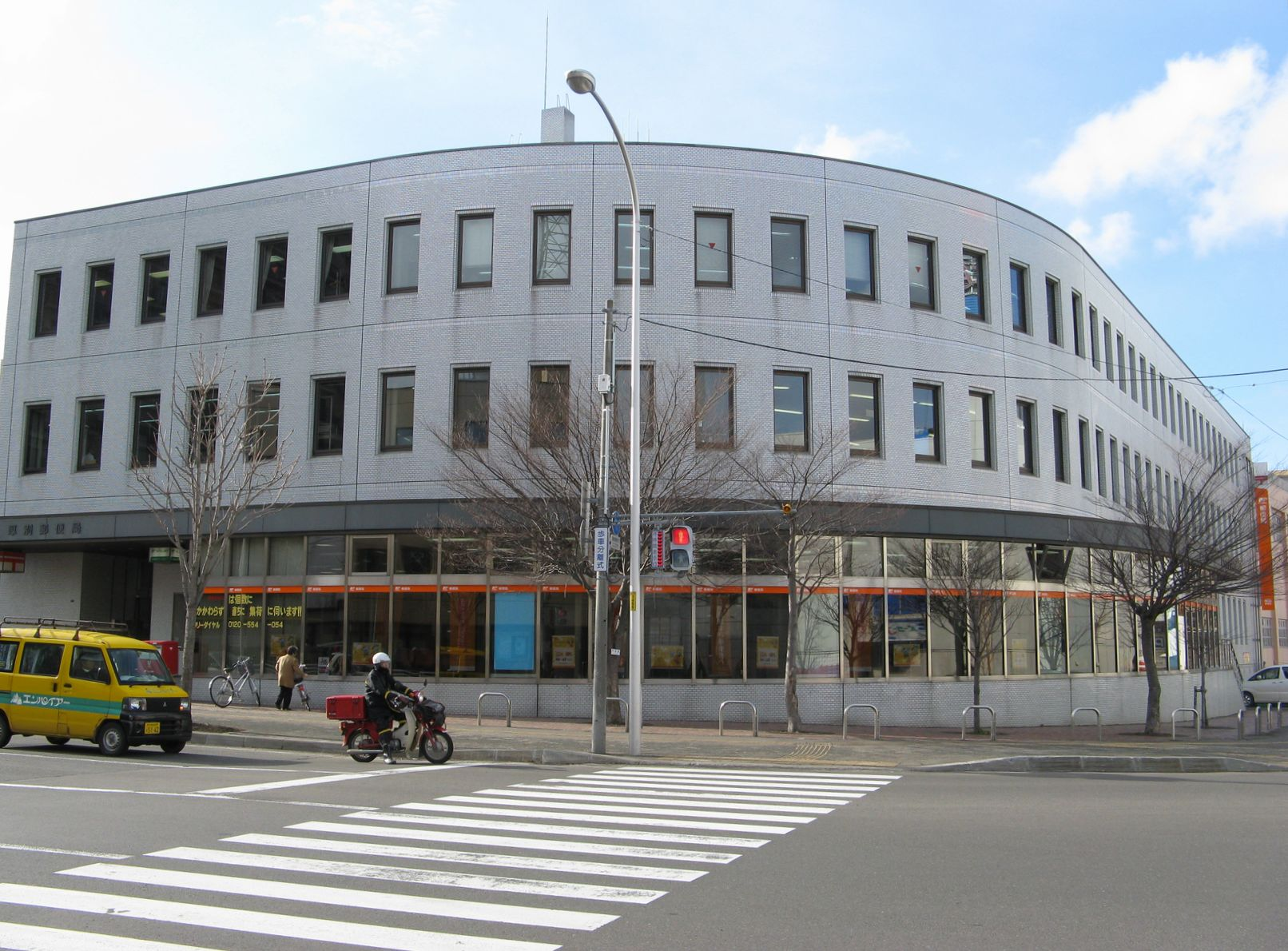
厚別郵便局（2009年3月）
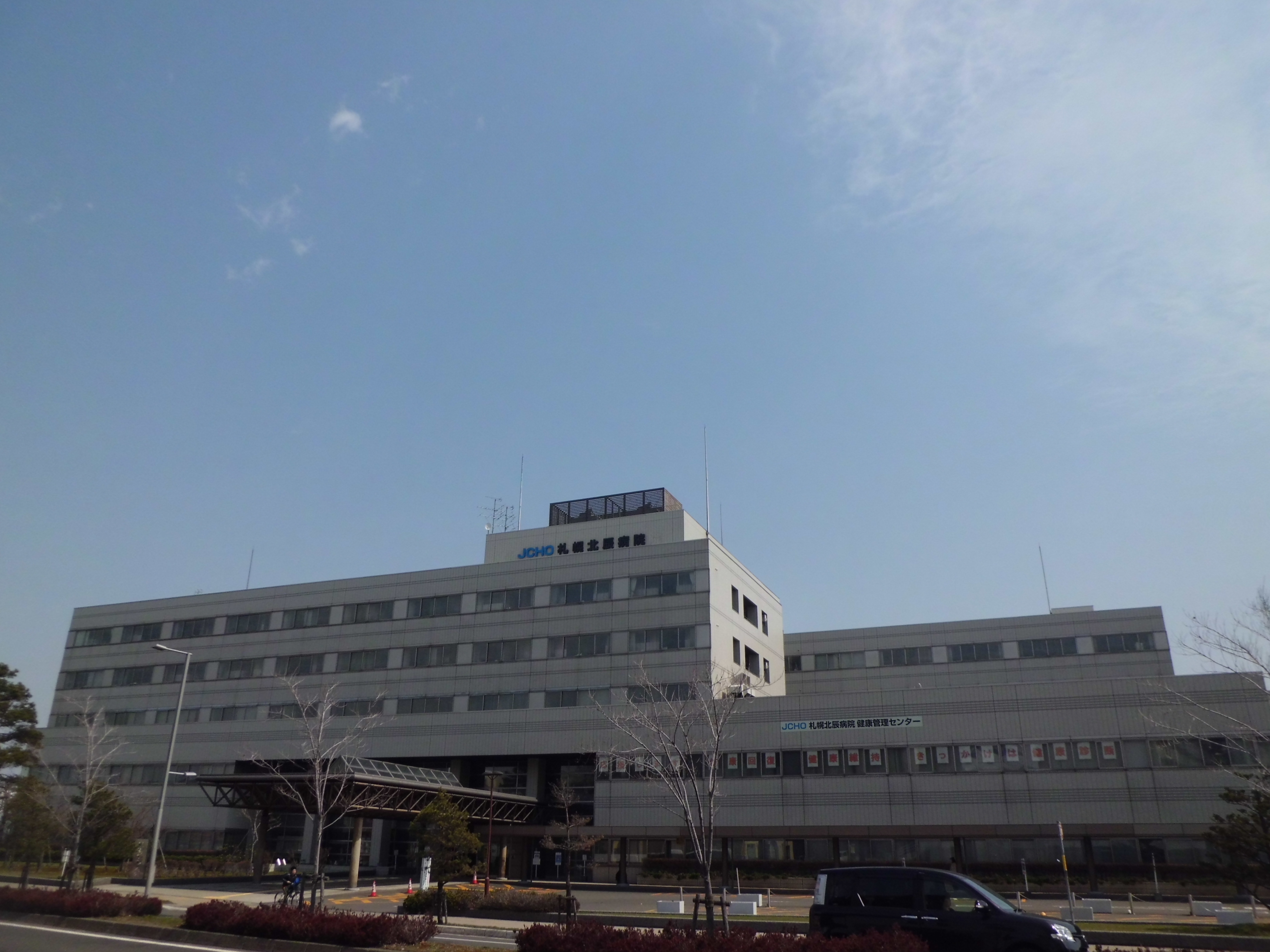
JCHO札幌北辰病院（2015年4月）

住宅地
- 市営住宅ひばりが丘団地
- 市営住宅新さっぽろ団地

## 経済

### 商業施設・宿泊施設
- ホテルエミシア札幌
- ラ･ジェント･ステイ新さっぽろ
- 卸売スーパー新札幌店
- ホクノースーパー新札幌店
- BiVi新さっぽろ
- 新さっぽろ駅ターミナルビル
  - 新さっぽろアークシティホテル
  - 新さっぽろアークシティ デュオ-1
  - 新さっぽろアークシティ デュオ-2
- 新さっぽろアークシティ サンピアザ
  - サンピアザ
  - イオン新さっぽろ店
  - カテプリ

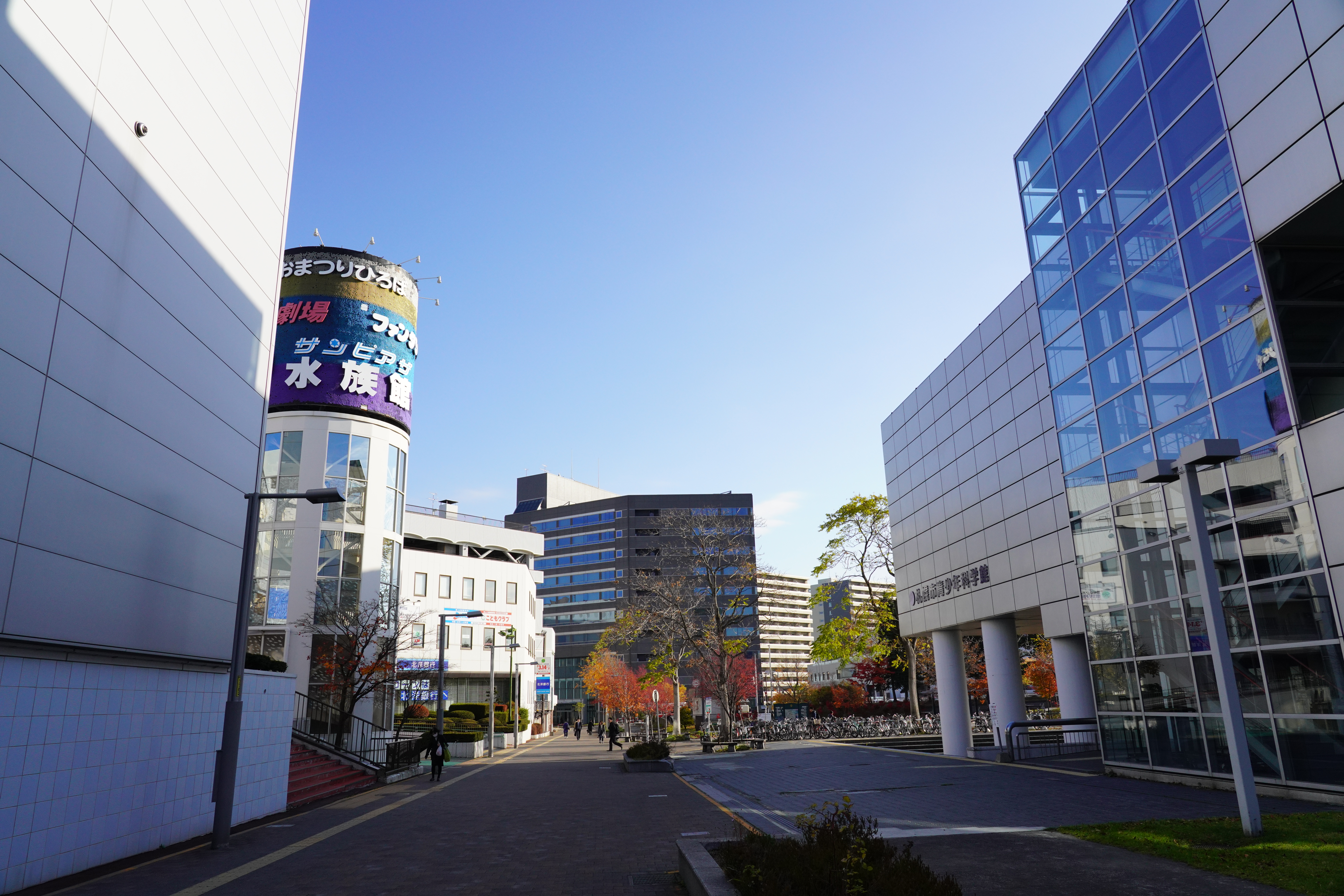
新さっぽろアークシティ地区（2018年）
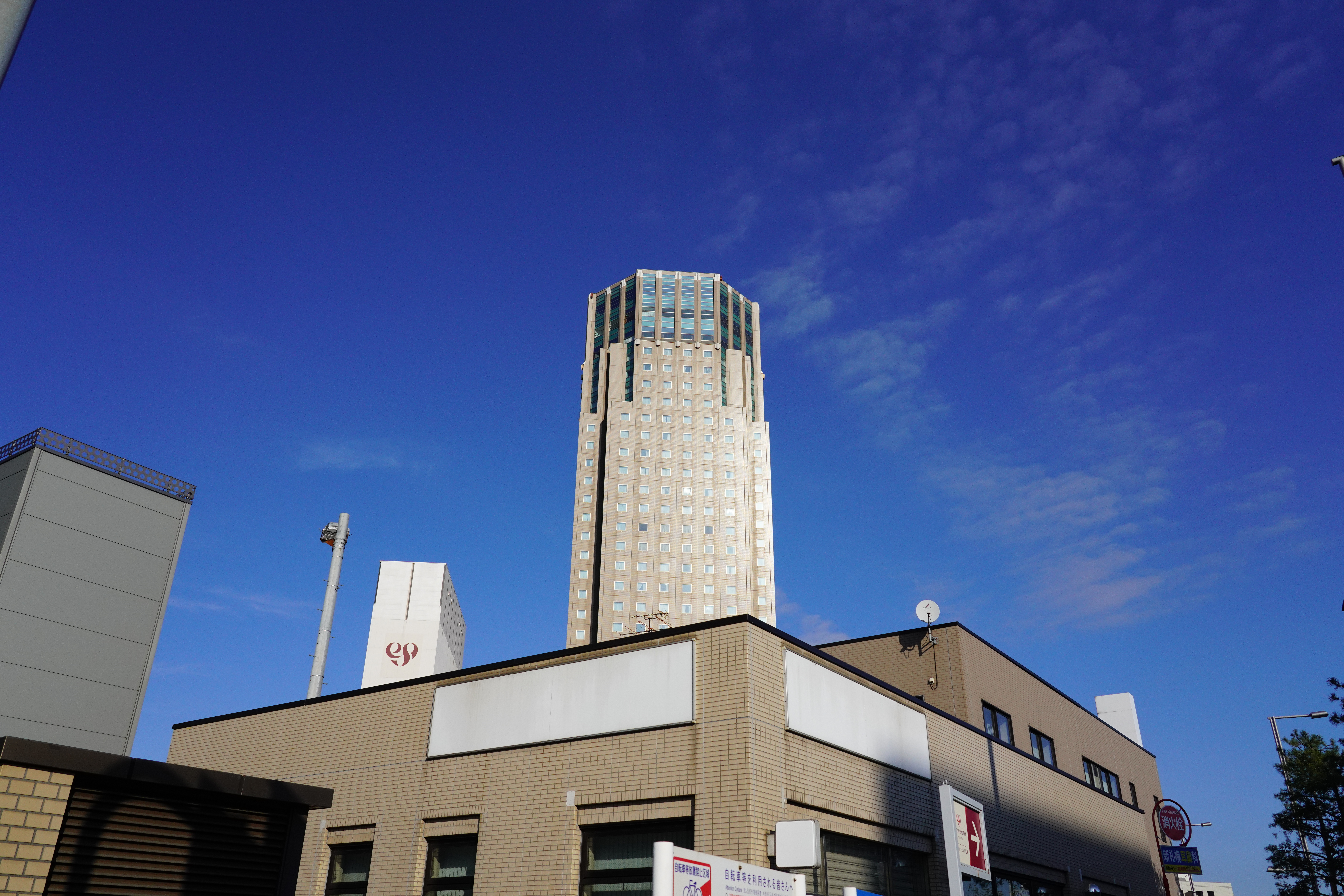
ホテルエミシア札幌（2018年）
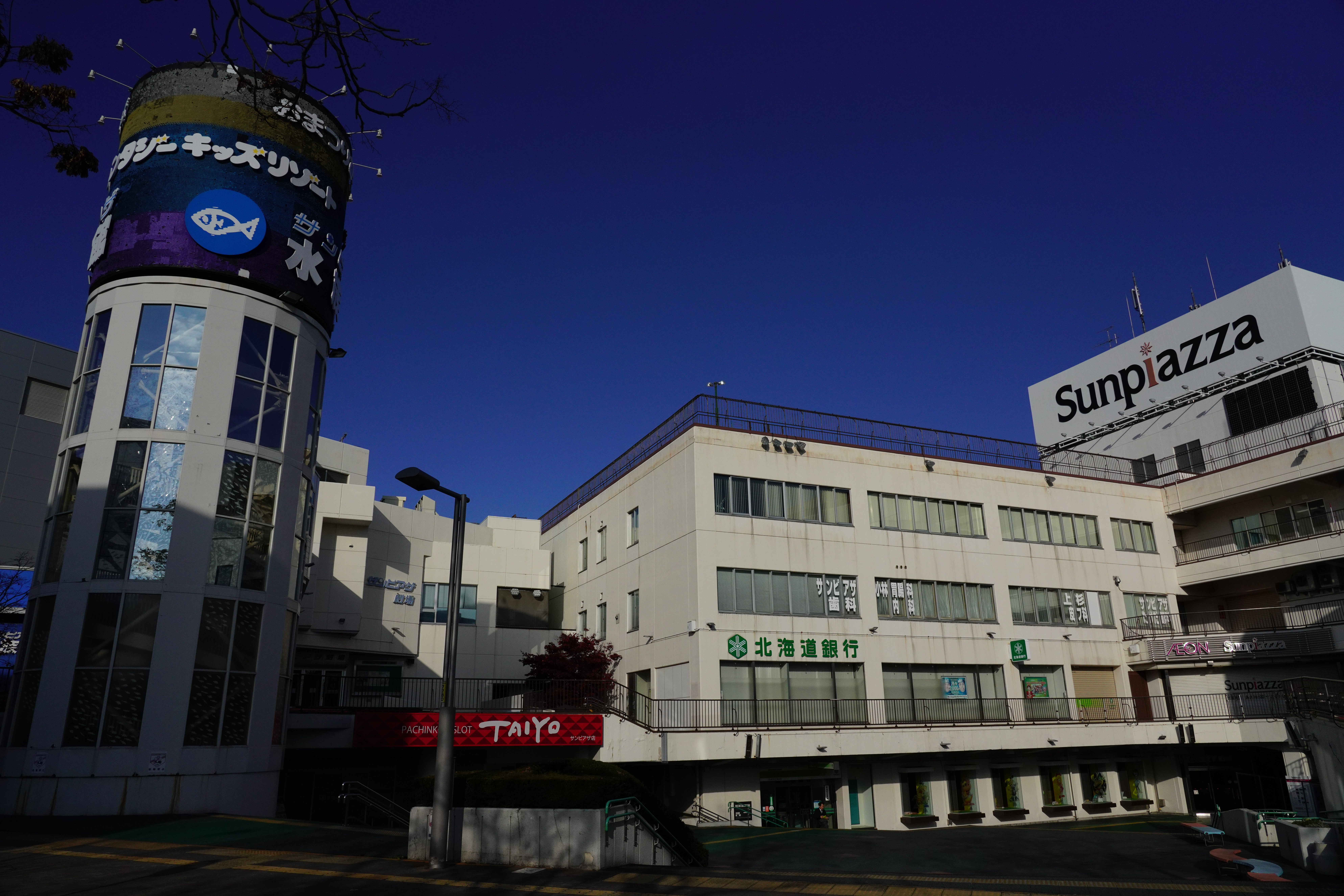
サンピアザ（2018年）
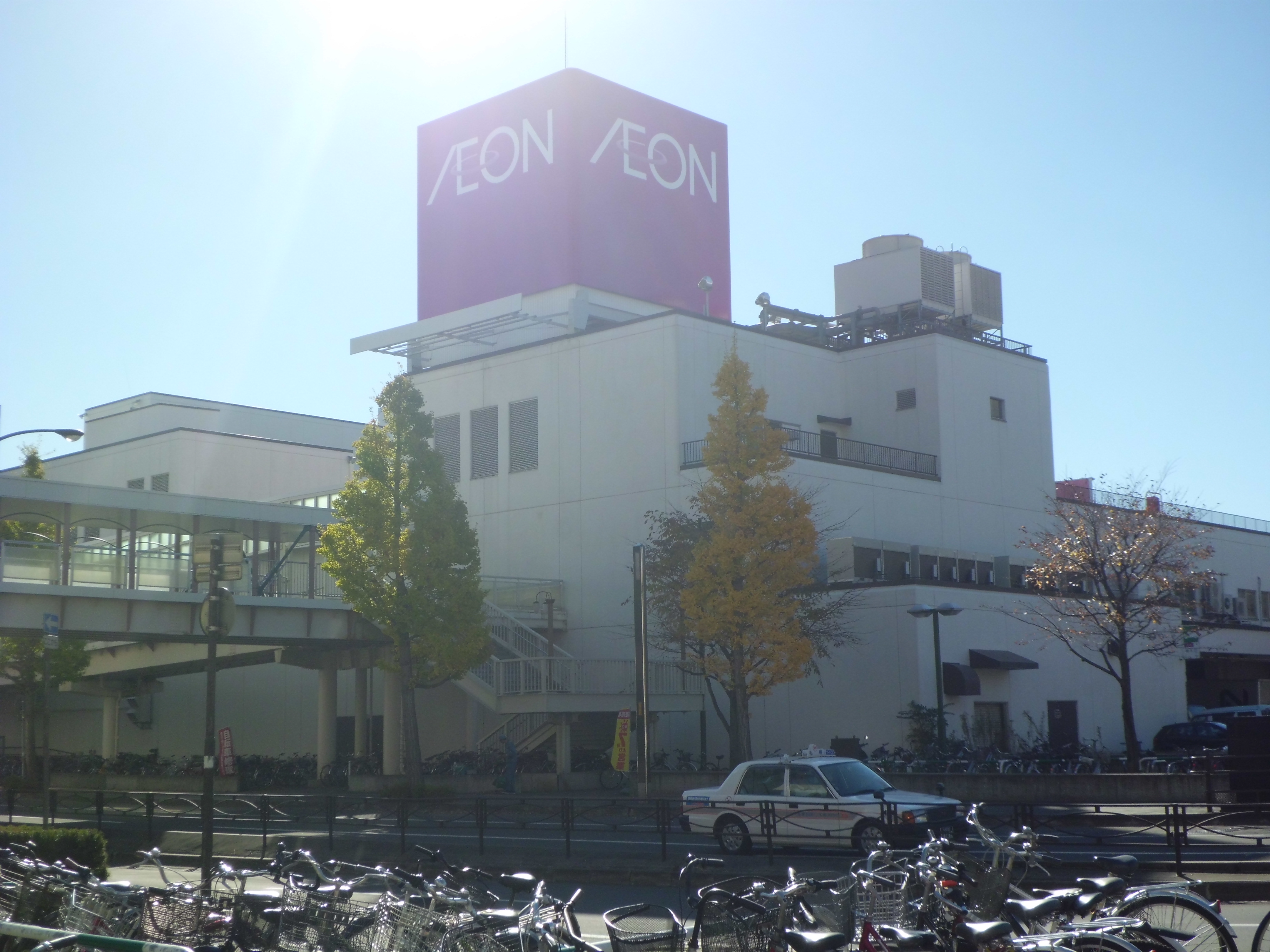
イオン新さっぽろ店（2015年10月）

## 教育機関

### 大学
私立
- 札幌学院大学 新札幌キャンパス

### 専修学校
私立
- 札幌看護医療専門学校

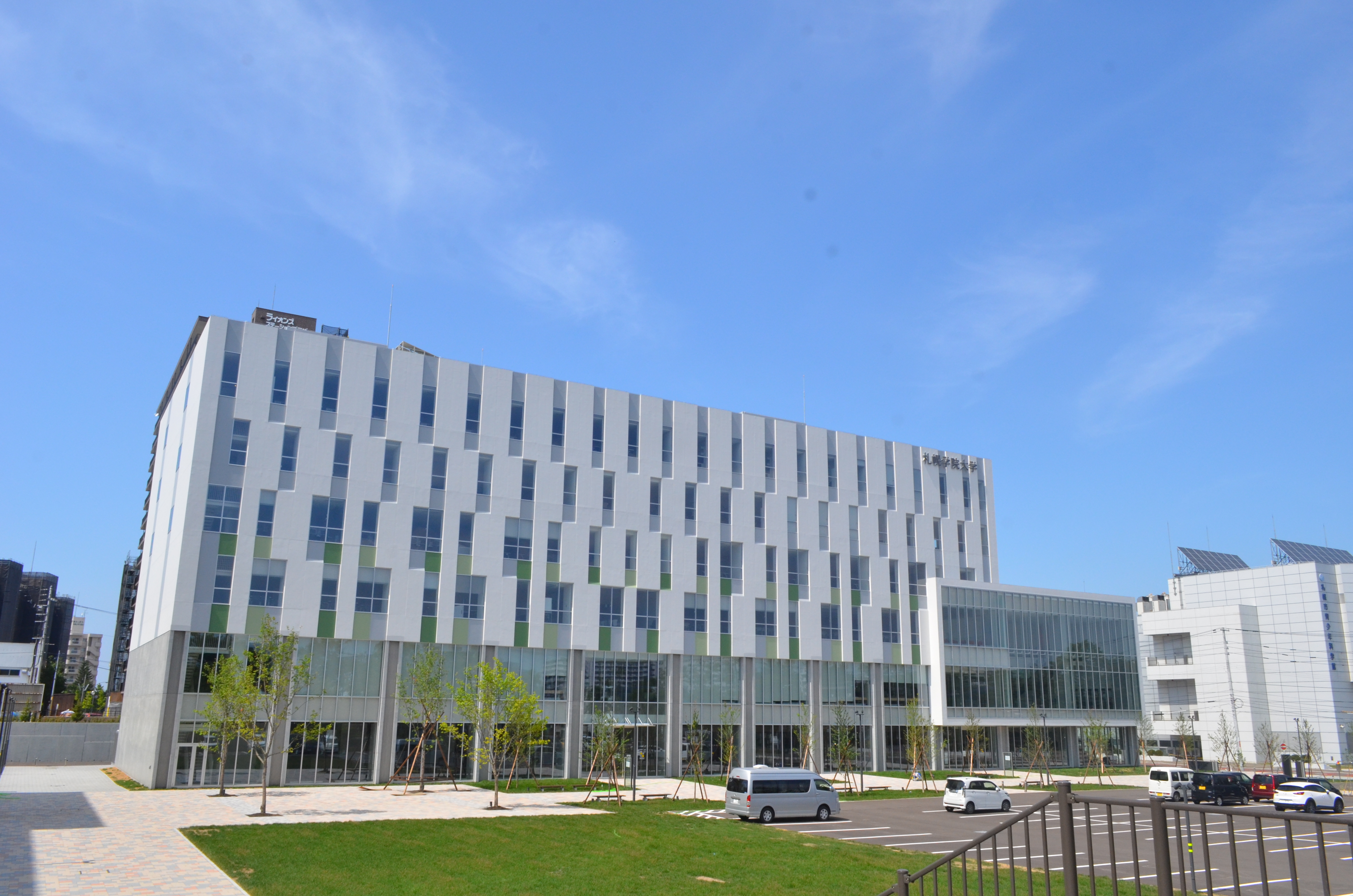
札幌学院大学新札幌キャンパス（2021年7月）
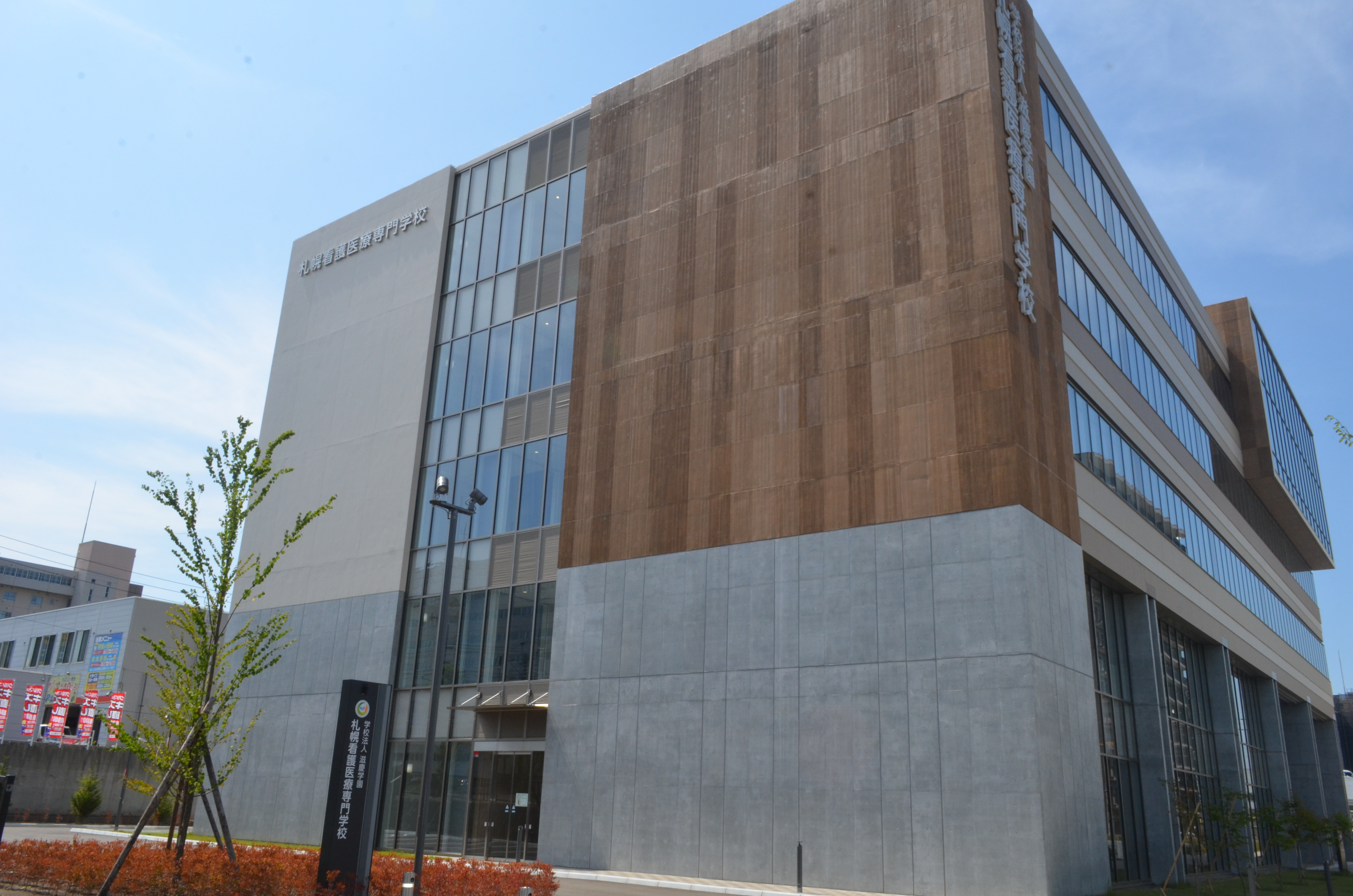
札幌看護医療専門学校（2021年7月）

## 交通機関

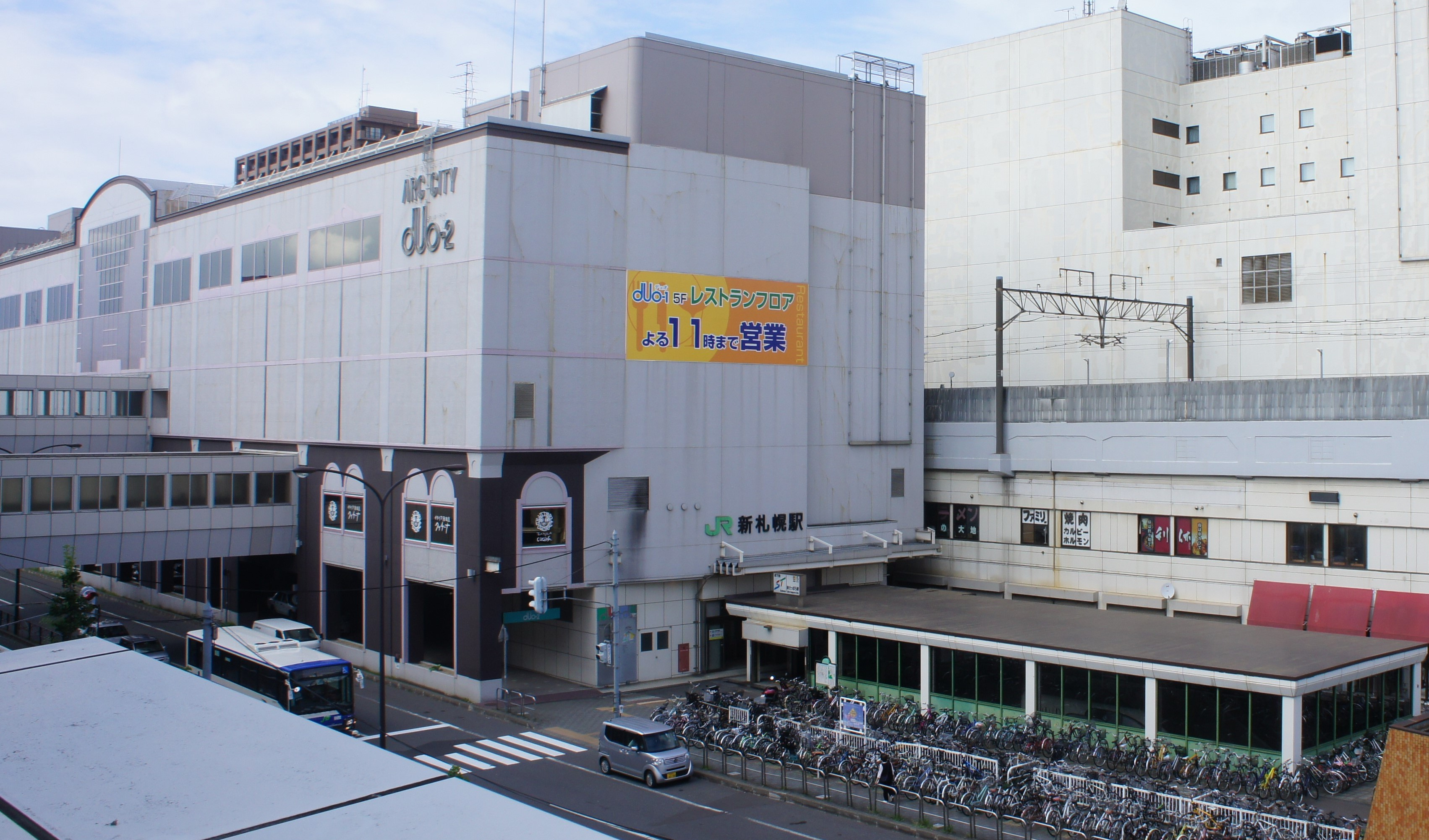
新札幌駅

### 鉄道
北海道旅客鉄道（JR北海道）
- 新札幌駅

札幌市営地下鉄
- 札幌市営地下鉄東西線：新さっぽろ駅

### バス
- 新札幌バスターミナル

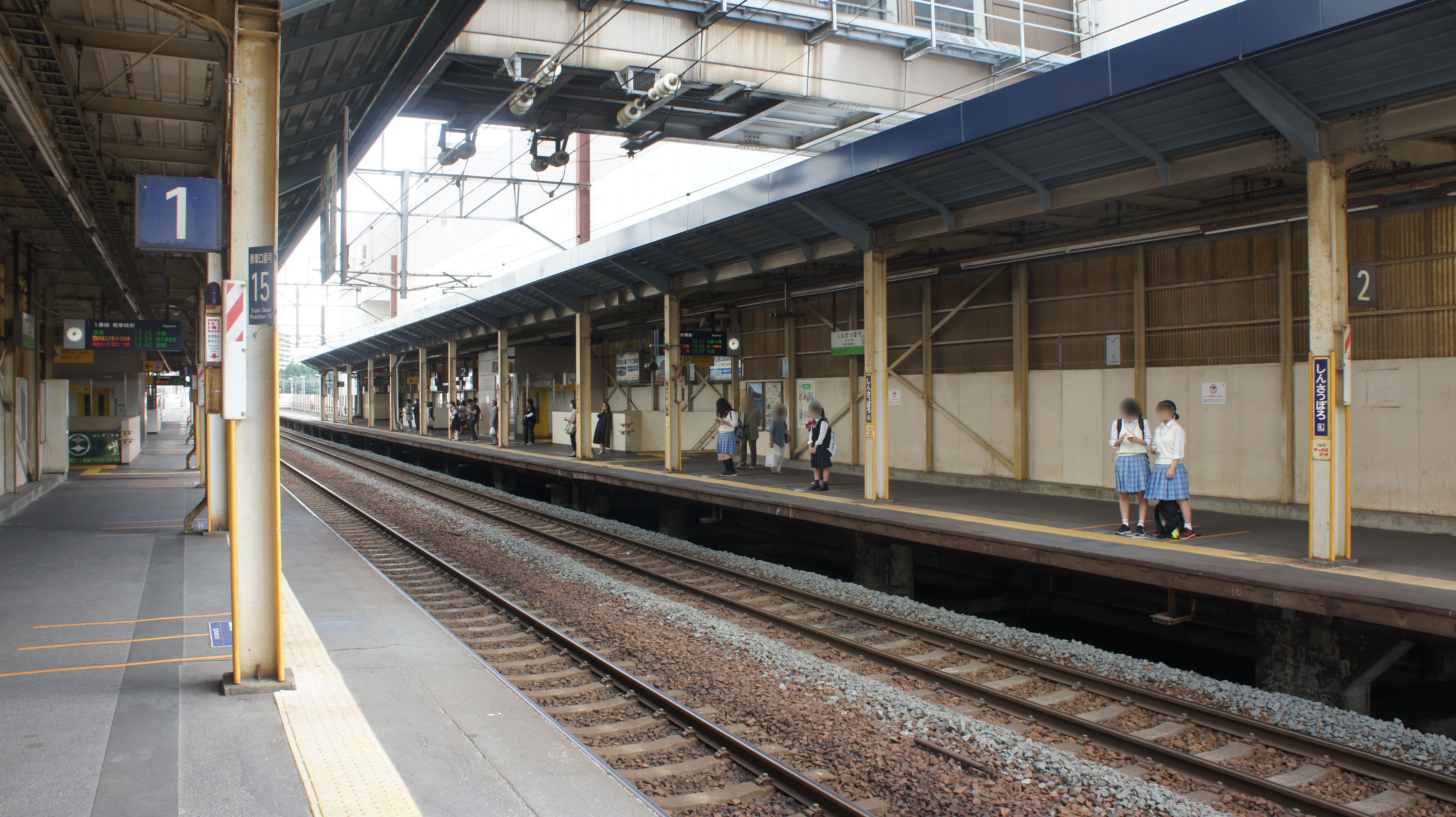
新札幌駅ホーム（2018年8月）
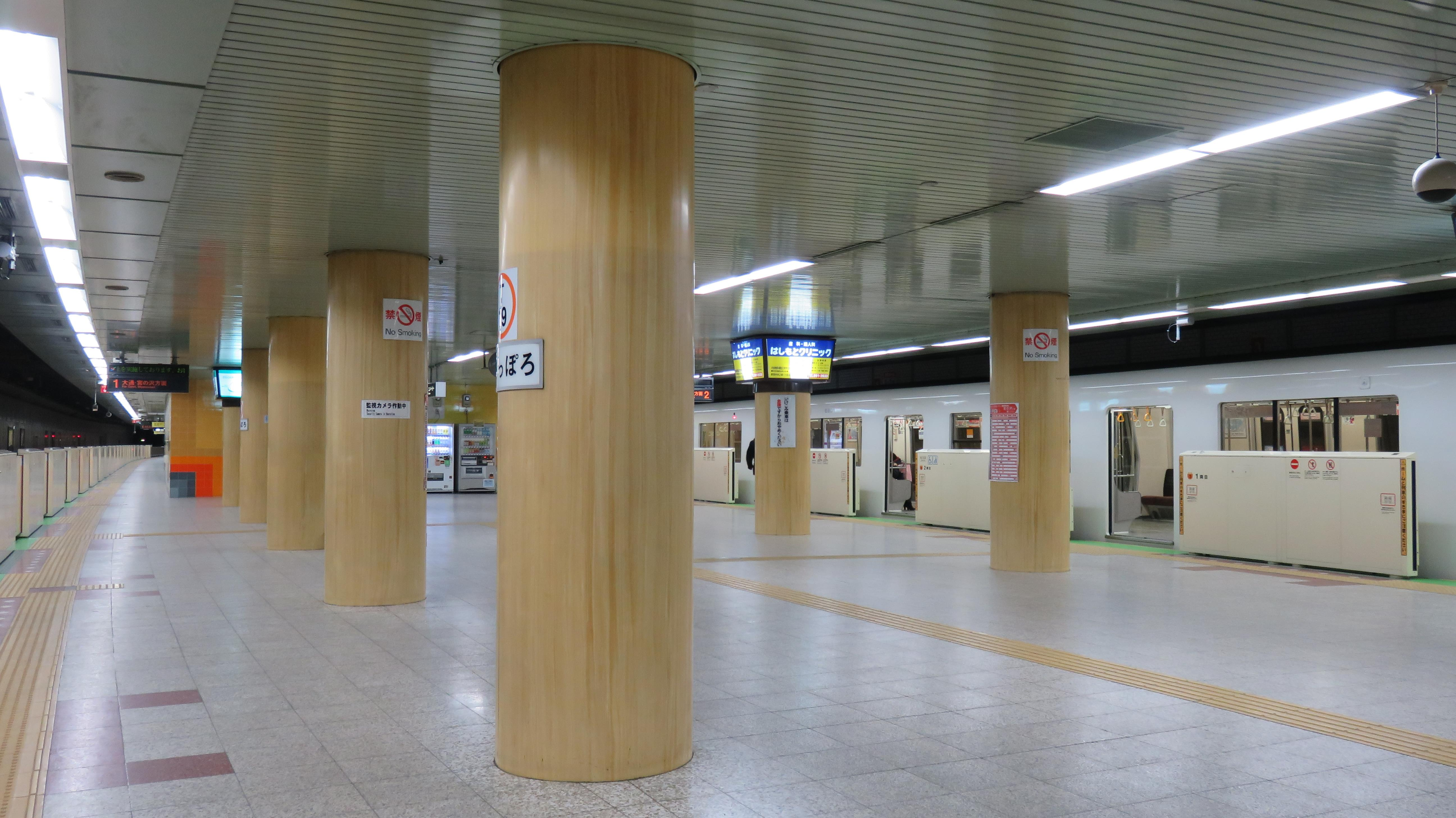
新さっぽろ駅ホーム（2016年1月）
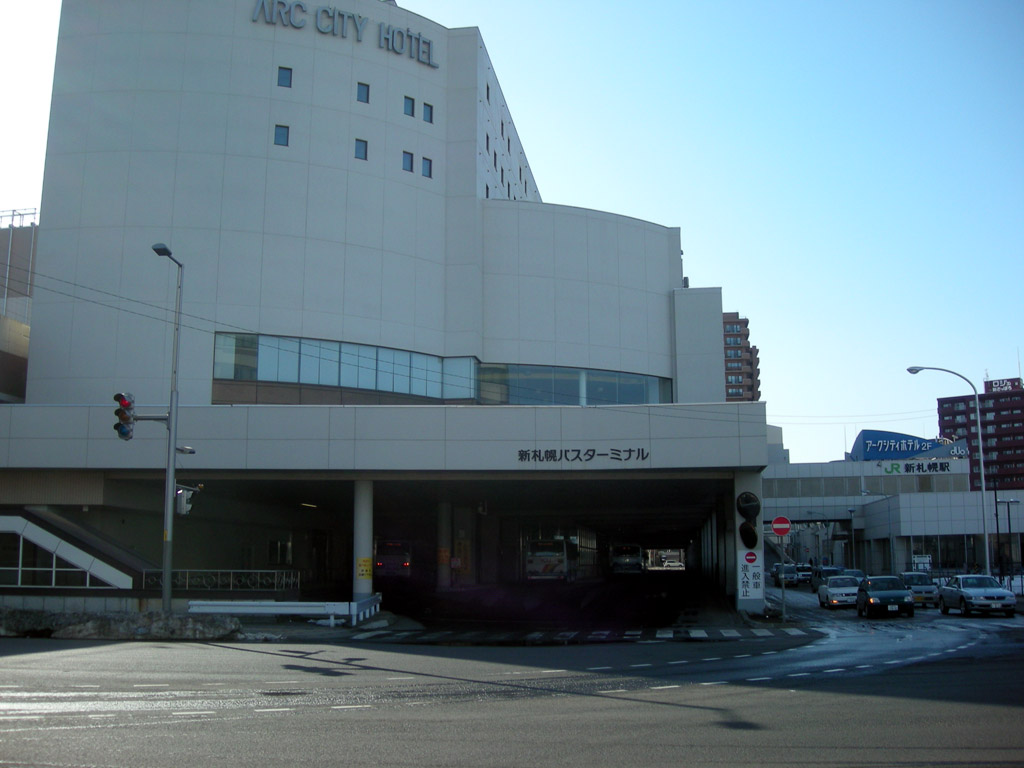
新札幌バスターミナル（2008年3月）

## 参考資料
- “副都心地区”.  札幌市厚別区. 2017年5月18日閲覧。
- “副都心・新札幌はどうやってできたのか”. 北海道ファンマガジン (2010年4月23日). 2017年5月18日閲覧。